# Adéla Nováková
Adéla Nováková (8 marzo 2000) è una fondista ceca.

## Biografia
Attiva dal dicembre del 2015, la Nováková ha esordito in Coppa del Mondo il 9 dicembre 2022 a Beitostølen in una sprint (46ª) e ai Campionati mondiali a Planica 2023, dove si è classificata 43ª nella sprint, 7ª nella sprint a squadre e 9ª nella staffetta; non ha preso parte a rassegne olimpiche.

## Palmarès

### Coppa del Mondo
- Miglior piazzamento in classifica generale: 159ª nel 2023